# Carlos Van Lanckere

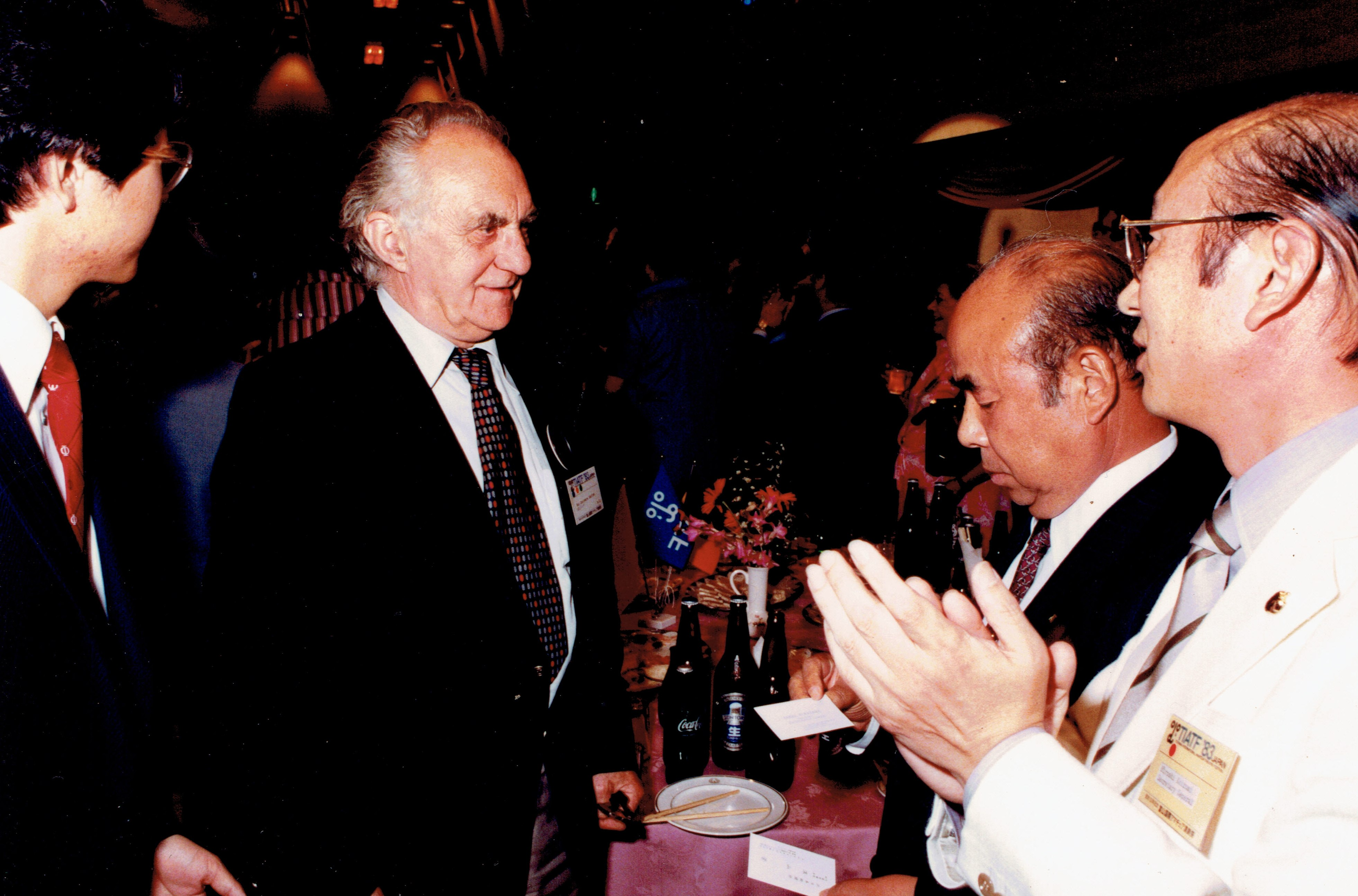
Carlos Van Lanckere op IATA-festival in Japan

Carlos Van Lanckere (Deinze, 22 maart 1912 - Gent, 23 juli 1996) was een Belgische acteur, die speelde in tal van Vlaams-Nederlandse films, televisiereeksen en theaterstukken. Hij was ook pionier en patriarch van het amateurtoneel in binnen- en buitenland.

## Biografie
Carlos Van Lanckere werd geboren te Deinze op 22 maart 1912.
Na een klassieke opleiding aan de Koninklijke Toneelschool van Gent, werd hij al vlug bekend in de amateurverenigingen, in het bijzonder bij de Rederijkerskamer Jhesus met der Balsemblomme te Gent. Zijn ontmoeting met de toenmalige ‘Prince Souverein’ Herman Van Overbeke was de start van een vruchtbare samenwerking, die leidde tot de structurering en de uitbreiding van talrijke rederijkerskamers en amateurgezelschappen in Vlaanderen. In 1932 stichtte hij het A.K.V.T., voluit Algemeen Kristelijk Vlaams Toneel, dat voornamelijk gezelschappen uit Oost-Vlaanderen groepeerde. Vier jaren later stichtte hij het N.V.K.T., het Nationaal Vlaams Kristelijk Toneelverbond. Deze organisatie omvatte alle landelijke Vlaams-christelijke amateurgezelschappen, waar hij de bezielde secretaris-generaal van was, tot hij in 1986 ziek werd en de fakkel overdroeg. In 1950 richtte hij de Keurgroep op, die getalenteerde acteurs samenbracht. Met de Keurgroep werd hij aangezocht om toe te treden als lid van het I.A.T.A, ofwel International Amateur Theatre Association. De Keurgroep speelde in Nederland, Frankrijk, Duitsland, Joegoslavië, Tsjecho-Slowakije, Italië, Denemarken, Finland, Oostenrijk, Roemenië, Ierland, Schotland en buiten Europa in Amerika, Japan, Mexico en Indië.

Ook in de film- en televisiewereld was Carlos Van Lanckere bekend. Hij maakte de eerste opnamen mee van het toenmalige N.I.R., de nationale televisieomroep van België en speelde in tal van Vlaamse televisiereeksen. Zo speelde hij in de reeks De Filosoof van Haeghem de rol van Naten, aan de zijde van Romain Deconinck en Jenny Tanghe. In de reeks Dirk Van Haveskerke, gebaseerd op het boek De Leeuw van Vlaanderen van Hendrik Conscience, speelde hij Jan Breydel, aan de zijde van Luc Philips als Pieter De Coninck. Ook in de klassieker De Paradijsvogels speelde hij mee, in de opmerkelijke rol van Gust Verhelle. Bij de eerste internationale doorbraak van de Vlaamse film speelde hij in Mira de rol van deken Broeke, aan de zijde van Jan Decleir en Willeke van Ammelrooy. De film behaalde in 1971 de officiële selectie van het filmfestival van Cannes.
De laatste tien jaren van zijn leven bleef hij geïnteresseerd in alles wat amateurtheater aanging, tot hij overleed op 23 juli 1996.

## Filmografie
- 1956 : De Paradijsvogels : Alva
- 1967 : De filosoof van Haeghem : Naten
- 1969 : Wij, Heren van Zichem : Pover
- 1970 : Beschuldigde sta op (aflevering De zaak Lachaert) : Beschuldigde Frans Lachaert
- 1971 : Mira : Deken Broeke
- 1973 : Een mens van goede wil : Boer
- 1975 : Verbrande brug : Frans
- 1978 : Het verloren paradijs : Boer Sus
- 1978 : Dirk van Haveskerke: Jan Breydel
- 1979 : De Paradijsvogels : Gust Verhelle
- 1979 : Grueten broos : Meestergast
- 1980 : Robinson Crusoë
- 1982 : Het Veenmysterie : stroper Morel
- 1983 : De Vlaschaard : Door Legijn